# Sihem Badi
Pour les articles homonymes, voir Badi (homonymie).
Sihem Badi, née le 12 juin 1967 à Degache, est une femme politique tunisienne membre du Congrès pour la République (CPR).

## Biographie

### Formation
Elle effectue ses études primaires à Tunis puis poursuit ses études secondaires au collège Abou el Kacem Chebbi à Tozeur et obtient un baccalauréat sciences au lycée secondaire de Degache. Elle poursuit des études supérieures à la faculté de médecine de Tunis à partir de 1987. Elle obtient un diplôme d'État de docteur en médecine obtenu à l'université Paris-Diderot en 2006 avec une thèse d'exercice intitulée La prise en charge des troubles psychiques de l'adolescent par le psychiatre, le psychologue et le médecin généraliste.

### Exil en France, puis retour en Tunisie
En 1992, elle est condamnée à deux ans de prison et décide alors de s'exiler à Paris où elle obtient l'asile politique après six ans. Elle revient en Tunisie en 2008 et obtient de nouveau la libre circulation.

### Fonction ministérielle
Candidate du CPR à l'élection du 23 octobre 2011, elle est nommée ministre des Affaires de la femme dans le gouvernement de Hamadi Jebali puis reconduit dans celui d'Ali Larayedh.
À la suite de la montée du mariage orfi entre étudiants dans les universités, elle se déclare en faveur du mariage coutumier avant de se rétracter une semaine après.
Une motion de censure déposée contre Sihem Badi et soumise au vote de la séance plénière de l'assemblée constituante, le 16 avril 2013, n’obtient pas la majorité absolue, ce qui lui permet de rester ministre.
En 2017, Sihem Badi s'oppose à la réforme qui concerne la loi 52 en Tunisie (sur la dépénalisation de la consommation du cannabis), lors de l'émission Face à face, diffusée sur France 24.

### Vie privée
Sihem Badi est célibataire et mère de trois filles.
Son frère Azed Badi est membre de l'Assemblée constituante. Selon Mosaïque FM, son frère Nizar est arrêté le 21 septembre 2012 dans le cadre d'affaires de supercherie et de chèques.